# Казальморо
Казальморо (італ. Casalmoro) — муніципалітет в Італії, у регіоні Ломбардія,  провінція Мантуя.
Казальморо розташоване на відстані близько 420 км на північний захід від Рима, 100 км на схід від Мілана, 34 км на захід від Мантуї.
Населення — 2287 осіб (2014).
Щорічний фестиваль відбувається 26 грудня. Покровитель — святий Степан (martire).

## Демографія
Населення за роками:

Станом на 1 січня 2023 року в муніципалітеті офіційно проживало 418 іноземців з 24 країн, серед них 113 громадян країн Євросоюзу та 9 громадян України.

## Сусідні муніципалітети
- Аккуафредда
- Азола
- Кастель-Гоффредо
- Ремеделло